# Jiří Vávra (politik)
Jiří Vávra (* 20. února 1960) je český politik, podnikatel a vydavatel, od června 2013 do listopadu 2014 první náměstek primátora Hlavního města Prahy, v letech 2010 až 2014 zastupitel Hlavního města Prahy, v roce 2014 krátce zastupitel Městské části Praha 20-Horní Počernice, bývalý člen TOP 09.

## Život
Původním vzděláním strojař, z politických důvodů nemohl studovat na vysoké škole.
V letech 1989 až 1991 působil jako produktový manažer v Divadle Archa, následně pak v letech 1991 až 1992 v Magazínu Pranýř. Mezi roky 1992 a 1996 byl zástupcem šéfredaktora Českého deníku, resp. Českého týdeníku a projektovým manažerem novin Annonce.
Spoluzakládal českou odnož deníku Metro a v letech 1996 až 2000 byl jeho šéfredaktorem. Předsedal výboru na obranu svobody slova Syndikátu novinářů ČR. V letech 2000 až 2008 zastával pozici šéfredaktora týdeníku Květy a ve společnosti Sanoma Magazines, jež časopis vlastnila, působil i jako obchodní ředitel a publishing director.
Mezi lety 2008 a 2012 soukromě podnikal.
Jiří Vávra je rozvedený a má tři děti. Žije v Praze, konkrétně v Městské části Praha 20-Horní Počernice.

## Politické působení
Do roku 2014 byl členem TOP 09, ve straně působil od září 2013 do října 2014 i jako předseda krajské organizace v Hlavním městě Praze.
Do politiky vstoupil, když byl v komunálních volbách v roce 2010 zvolen za TOP 09 do Zastupitelstva Hlavního města Prahy. Zároveň kandidoval i do Zastupitelstva Městské části Praha 20, v tomto případě ale neuspěl.
V prosinci 2012 se mohl stát zastupitelem Městské části Praha 20 po rezignaci jednoho ze zvolených zastupitelů za TOP 09, z osobních důvodů však na pozici náhradníka rezignoval.
V pražském zastupitelstvu působil jako předseda zastupitelů za TOP 09 a od prosince 2012 jako uvolněný zastupitel. V červnu 2013 byl po rozpadu koalice ODS a TOP 09 zvolen 1. náměstkem primátora Hlavního města Prahy. Tuto funkci vykonával do listopadu 2014. Jeho práci ve funkci ocenil minitr financí Andrej Babiš slovy:„V Praze má dva prototypy loupežníků – pana Lomeckého (starostu Prahy 1) a pana Vávru (šéfa pražské TOP 09). Když se jde k Vávrovi, tak se říká, že se jde k vodopádu, protože když jedná o těch zlodějnách, spustí rušičku.“
Postupně se však dostal do sporů se stranickým kolegou a primátorem Hlavního města Prahy Tomášem Hudečkem, což vyvrcholilo tím, že se Jiří Vávra nedostal ani na kandidátku TOP 09 pro komunální volby v roce 2014 do Zastupitelstva Hlavního města Prahy. V komunálních volbách v roce 2014 tak kandidoval pouze do Zastupitelstva Městské části Praha 20, jehož členem byl zvolen. O několik dní později se však nově nabytého mandátu vzdal.
TOP 09 nakonec skončila v komunálních volbách v roce 2014 do Zastupitelstva Hlavního města Prahy s 20,07 % hlasů (tj. 16 mandáty) až druhá za hnutím ANO 2011 (22,08 % hlasů a 17 mandátů). Tato skutečnost opět vyvolala spory uvnitř pražské TOP 09, zejména mezi Jiřím Vávrou a Tomášem Hudečkem. Vzájemně se dokonce vyzvali k odstoupení ze svých funkcí (Vávra Hudečka kvůli prohře ve volbách a údajnému jednání Hudečka s Andrejem Babišem ohledně kandidatury za ANO 2011; Hudeček Vávru zase za fotografie dokumentující Vávrovu účast na narozeninové oslavě podnikatele Tomáše Hrdličky). Vše vyvrcholilo dne 15. října 2014 rezignací obou mužů na členství v TOP 09 s odůvodněním, aby dále nepoškozovali dobré jméno strany.